# Cheswold
Cheswold es un pueblo ubicado en el condado de Kent en el estado estadounidense de Delaware. En el año 2000 tenía una población de 313 habitantes y una densidad poblacional de 282 personas por km².

## Geografía
Cheswold se encuentra ubicado en las coordenadas 39°13′6″N 75°35′12″O / 39.21833, -75.58667.

## Demografía
Según la Oficina del Censo en 2000 los ingresos medios por hogar en la localidad eran de $38,750, y los ingresos medios por familia eran $32,045. Los hombres tenían unos ingresos medios de $31,250 frente a los $22,083 para las mujeres. La renta per cápita para la localidad era de $14,588. Alrededor del 25.5% de la población estaban por debajo del umbral de pobreza.

## Localidades adyacentes
Diagrama de las localidades a un radio de 16 km a la redonda de Cheswold.